# Paul Niggli
Pour les articles homonymes, voir Niggli.
Paul Niggli, né le 26 juin 1888 à Zofingue et mort le 13 janvier 1953 à Zurich, est un géologue et cristallographe suisse.

## Carrière
Paul Niggli fréquente l'école de Zofingue (son père était recteur de l'école de district de Zofingue) et l'école cantonale d'Aarau. Dès 1907, il étudie les sciences naturelles à l'École polytechnique fédérale de Zurich (ETH), où il suit les cours d'Albert Einstein et Pierre-Ernest Weiss, entre autres.
Après ses études, il occupe brièvement un poste d'assistant à l'université technique de Karlsruhe. Il soutientsa thèse de doctorat au laboratoire de physico-chimie de l'université de Zurich en 1912, puis part faire un séjour postdocoral au laboratoire de géophysique de la Carnegie Institution à Washington. Il passe son habilitation à l'ETH en 1913, où il était privat-docent, avant de travailler comme privat-docent à l'université de Zurich en 1914. Il obtient deux postes de professeur agrégé : en 1915 à l'université de Leipzig et en 1918 à l'université de Tübingen. En 1920, succédant à Ulrich Grubenmann, il devient professeur ordinaire de minéralogie et de pétrologie à l'ETH, dont il est recteur entre 1928 et 1931. Il reste à ce poste jusqu'à son éméritat en 1953, et occupe les fonctions de recteur de l'université de Zurich entre 1940 et 1942.
De 1921 à 1940, il succède à Paul Heinrich von Groth en tant qu'éditeur de la revue Zeitschrift für Kristallographie. En 1924, il est admis membre correspondant de l'Académie des sciences de Russie. En 1950, Paul Niggli devient membre correspondant de l'Académie bavaroise des sciences. Il a également été membre de la Commission Géotechnique Suisse et de la Commission Géologique Suisse. Il était membre fondateur du Fonds national suisse de la recherche scientifique et a lancé la fondation Paul Niggli, qui décerne la médaille Paul Niggli depuis 1988.
Son fils Ernst Niggli était également géologue.

## Contributions scientifiques
En cristallographie, Paul Niggli a apporté d'importantes contributions à l'enseignement de la symétrie et aux groupes d'espace. En 1919, son livre Geometrische Kristallographie des Diskontinuums a joué un rôle important dans le développement de la théorie des groupes d'espace. Il y démontre que, bien que l'analyse des conditions de réflexion ne conduise pas toujours à une détermination unique du groupe d'espace d'un cristal, elle permet de limiter considérablement le nombre de possibilités.
En 1927, il introduit les nombres de Niggli pour l'analyse des roches volcaniques.
Paul Niggli a utilisé des méthodes morphologiques pour rendre compte de la structure interne des cristaux. Il a inventé la notion de Gitterkomplex, qui rend compte de l'arrangement des atomes dans le réseau cristallin et permet la comparaison de structures cristallines. En 1928, utilisant essentiellement un procédé inverse dans Krystallographische und strukturtheoretische Grundbegriffe, il établit un lien entre les réseaux cristallins et la morphologie des cristaux.
En 1935, avec son étudiant en thèse Werner Nowacki, il détermine les 73 classes cristallines arithmétiques tridimensionnelles (groupes d'espace symmorphiques).

## Honneurs

### Distinctions
- Paul Niggli reçoit le prix Marcel Benoist en 1929.
- En 1932, il est élu membre de l'académie Léopoldine[10].
- En 1948, il reçoit la médaille Roebling.

### Postérité
Le minéral niggliite (de), le névé Niggli (de) et les nunataks Niggli (it) en Antarctique, et la dorsale lunaire Dorsum Niggli (de) ont été nommés en son honneur.

## Œuvres
- (de) Paul Niggli, Geometrische Kristallographie des Diskontinuums, Leipzig, Borntraeger, 1919.
- (de) Paul Niggli, Lehrbuch der Kristallographie, Gebrüder Borntraeger, 1924, 1941, 1942.
- (de) Paul Niggli, Tabellen zur allgemeinen und speciellen Mineralogie, Gebrüder Borntraeger, 1927.
- (de) Paul Niggli, Chemismus schweizerischer Gesteine, Berne, 1930.
- (de) Paul Niggli, « Krystallographische und strukturtheoretische Grundbegriffe », dans Wilhelm Wien et al., Handbuch der Experimentalphysik, vol. 7, Leipzig, Akademische Verlagsgesellschaft, 1928.
- (de) Paul Niggli et Paul Johannes Beger, Gesteins- und Mineralprovinzen : Einführung, Zielsetzung, Chemismus der Eruptivgesteine, insbesondere der Lampophyre, vol. 1, Berlin, Gebrüder Borntraeger, 1923.
- (de) Paul Niggli et Max Gschwind, Untersuchungen über die Gesteinsverwitterung in der Schweiz, Berne, 1931.
- (de) Paul Niggli, Von der Symmetrie und von den Baugesetzen der Kristalle, Leipzig, Akademische Verlagsgesellschaft, 1941.
- (de) Paul Niggli, avec la collaboration de Ernst Niggli, Gesteine und Minerallagerstätten, Birkhäuser, 1948, 1952. Volume 1 : Allgemeine Lehre von den Gesteinen und Minerallagerstätten. Volume 2 : Exogene Gesteine und Minerallagerstätten.
- (de) Paul Niggli et al., Die Mineralien der Schweizeralpen, Bâle, Geotechnische Kommission der Schweizerischen Naturforschenden Gesellschaft, 1940, deux volumes.
- (en) Paul Niggli, Rocks and mineral deposits, San Francisco, Freeman, 1954.
- (de) Paul Niggli, Das Magma und seine Produkte : Unter besonderer Berücksichtigung des Einflusses der leichtflüchtigen Bestandteile, vol. 1 (Physikalisch-chemische Grundlagen), Leipzig, Akademische Verlagsgesellschaft, 1937.
- (en) Paul Niggli, Ore deposits of magmatic origin; their genesis and natural classification, Van Nostrand, 1929.
- (de) Paul Niggli et mit Ulrich Grubenmann, Die Gesteinsmetamorphose, Gebrüder Borntraeger, 1924.
- (de) Paul Niggli, Probleme der Naturwissenschaften : erläutert am Begriff der Mineralart, Birkhäuser, 1949.
- (de) Paul Niggli, Grundlagen der Stereochemie, Birkhäuser, 1945.
- (de) Paul Niggli, Schulung und Naturerkenntnis, Erlenbach, Rentsch, 1945.